# 人兽冲突
人兽冲突是指野生动物与人类之间发生的相互作用，从而对人类，动物，资源和栖息地产生负面影响。当人口增长与野生动植物领土重叠，引发对空间和资源的竞争时，就会发生这种情况。人兽冲突的形式多种多样，通常会给当地社区和居民带来经济损失和/或安全威胁，导致当地社区对野生动物的容忍度下降。如果缺乏缓解冲突的策略, 人兽冲突会逐渐激化，进而导致对肇事动物的报复性猎杀或清除。 人兽冲突是城市和乡村景观中都存在的全球性问题。